# 南聖海倫斯和惠斯頓 (英國國會選區)
南聖海倫斯和惠斯頓（英語：St Helens South and Whiston），英國國會一自治市選區，位於英格蘭默西賽德郡東部，創設於2007年，包括原南聖海倫斯選區和諾斯利都市自治市的一部份。
2010年大選中原南聖海倫斯當區議員、工黨的伍劭恩以52.9%選票連任成功。